# Sébastien Mahon
Sébastien Mahon (* 8. Oktober 1999 in Pontarlier, Département Doubs) ist ein ehemaliger französischer Biathlet. Er wurde 2021 Juniorenweltmeister und konnte einen Sieg im IBU-Cup einfahren.

## Sportliche Laufbahn
Sébastien Mahon nahm von 2017 bis 2019 ausschließlich an Wettkämpfen auf Juniorenebene teil. Sein Debüt im IBU-Junior-Cup gab er im Dezember 2017 in Obertilliach und erreichte im Saisonverlauf zwei Top-10-Platzierungen. Im Folgewinter feierte er in Les Rousses mit der Mixedstaffel seinen ersten Sieg im Juniorcup, weiterhin nahm er an den Juniorenweltmeisterschaften teil und erreichte als bestes Ergebnis Platz 5 im Staffelrennen. Im Winter 2019/20 gab Mahon sein Debüt im IBU-Cup, siegte in zwei weiteren Staffelwettkämpfen auf Juniorenebene und gewann mit Thomas Briffaz, Guillaume Desmus und Martin Bourgeois République die Bronzemedaille bei den Juniorenweltmeisterschaften. Außerdem startete er im Februar 2020 erstmals bei Europameisterschaften, ohne aber in die Top 30 einzudringen.
Mit Beginn der Saison 2020/21 startete Mahon erstmals regelmäßig im IBU-Cup. Im Verlauf des Winters erreichte er, ausschließlich in Staffelrennen, gleich dreimal ein Podest auf dieser Wettkampfebene. Sein bestes Individualergebnis erzielte der Franzose als 15. des Sprints in Obertilliach, zusammen mit Oscar Lombardot, Éric Perrot und Émilien Claude krönte er sich am Saisonende trotz einer Strafrunde zum Juniorenweltmeister in der Männerstaffel. Im Winter 2021/22 lief Mahon als Zehnter des Massenstart 60 in der Lenzerheide erstmals in die Top 10 im IBU-Cup, in der Woche darauf sicherte er sich schließlich, erneut mit einer Mixedstaffel, seinen ersten Rennsieg auf der Ebene, obwohl er auch hier die einzige Strafrunde des Teams verursachte. 2022/23 war der Franzose nur in Idre Teil der französischen Mannschaft und erzielte Resultate außerhalb der besten 20, ähnliches ergab sich auch im Winter darauf, in dem zwei 21. Plätze die Bestergebnisse darstellten.
Im Oktober 2024 gab Mahon das Ende seiner Karriere als Leistungssportler bekannt.

## Persönliches
Mahon lebt in der Gemeinde Gilley.

## Statistiken

### Juniorenweltmeisterschaften
Ergebnisse bei den Juniorenweltmeisterschaften:
| Weltmeisterschaften | Weltmeisterschaften | Einzelwettbewerbe | Einzelwettbewerbe | Einzelwettbewerbe | Herrenstaffel |
| Jahr                | Ort                 | Einzel            | Sprint            | Verfolgung        | Herrenstaffel |
| ------------------- | ------------------- | ----------------- | ----------------- | ----------------- | ------------- |
| 2019                | Osrblie             | 36.               | 32.               | 23.               | 5.            |
| 2020                | Lenzerheide         | 4.                | 28.               | 20.               | 3.            |
| 2021                | Obertilliach        | 9.                | 31.               | 15.               | 1.            |

### IBU-Cup-Siege
| Nr. | Datum         | Ort     | Disziplin      |
| --- | ------------- | ------- | -------------- |
| 1.  | 13. März 2022 | Ridnaun | Mixedstaffel 1 |

### Junior-Cup-Siege
| Nr. | Datum         | Ort         | Disziplin              |
| --- | ------------- | ----------- | ---------------------- |
| 1.  | 19. Dez. 2018 | Les Rousses | Mixedstaffel 1         |
| 2.  | 15. Dez. 2019 | Pokljuka    | Single-Mixed-Staffel 2 |
| 3.  | 18. Dez. 2019 | Martell     | Mixedstaffel 3         |